# محمد علي زين الدين
محمد علي زين الدين (12 نوفمبر 1933 - 2 سبتمبر 2009) كان عقيدًا في الجيش الأرجنتيني وشارك في انتفاضتين فاشلتين ضد الحكومات المنتخبة ديمقراطيًا لكل من الرئيس راؤول ألفونسين والرئيس كارلوس منعم في عامي 1988 و1990.

## المرحلة الأولى من حياته
وُلِد زين الدين في كونسيبسيون ديل أوروغواي لعائلة لبنانية أرجنتينية. وتحول من الدرزية إلى الكاثوليكية الرومانية خلال شبابه وكُرس للسيدة العذراء الوردية (فيرجن ديل روساريو). وظل كاثوليكيًا رومانيًا متدينًا طوال حياته حتى أنه كرّس رجاله في الجيش للسيدة العذراء الوردية المقدسة أيضًا.

## حرب فوكلاند

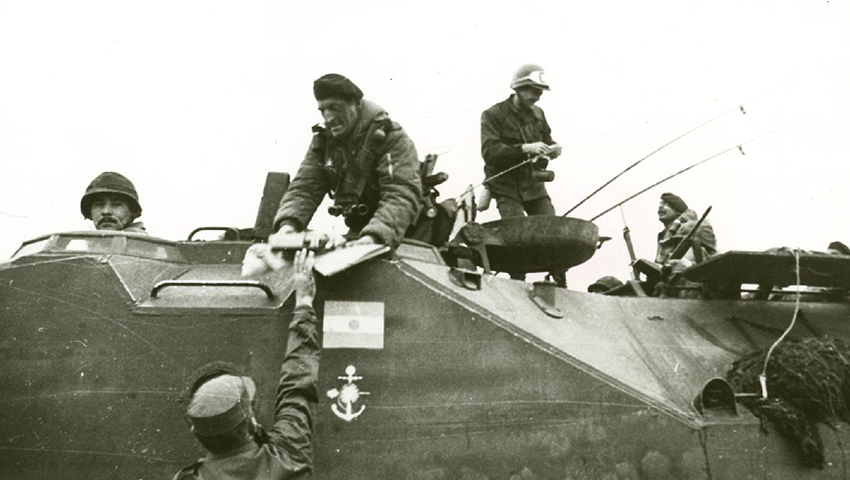
زين الدين (يرتدي قبعة) على متن مركبة قتالية مضادة للدبابات أثناء عملية روزاريو

برز زين الدين في الأرجنتين خلال حرب فوكلاند عام 1982 ضد المملكة المتحدة حيث كان قائدًا لفوج المشاة الخامس والعشرين وهو جزء من الحامية التي احتلت ميناء ستانلي. وكان له دور في عملية روزاريوالغزو الأرجنتيني لجزر فوكلاند. وقد نجحت العملية التي نُفذت في 2 أبريل 1982 في تأمين عاصمة الجزر ميناء ستانلي دون إراقة دماء تُذكر.

## نشاط "كارابينتادا"
كان زين الدين قوميًا أرجنتينيًا مسيحيًا متحمسًا وانضم إلى جماعة كارابينتادا أو "الوجوه المطلية" داخل الجيش الأرجنتيني. وطالبت جماعة كارابينتادا الحكومة الأرجنتينية بوقف الإجراءات القانونية ضد ضباط الجيش المتهمين بانتهاكات حقوق الإنسان خلال الحرب القذرة التي وقعت خلال فترة الدكتاتورية العسكرية في الأرجنتين من عام 1976 إلى عام 1983. حيث اتُهم الضباط من ذوي الرتب المنخفضة بمجموعة واسعة من الجرائم بما في ذلك إعدام المنشقين عن حرب العصابات وتعذيب واختطاف مقاتلي حرب العصابات وأنصارهم.
في عامي 1987 و1988 ثارت جماعة الكارابينتاداس على حكومة الرئيس راؤول ألفونسين المنتخبة ولكن سرعان ما أُخمدت الانتفاضتان. أما في ديسمبر 1988 فقد ثار أعضاء جماعة ألباتروس بقيادة العقيد محمد علي زين الدين مجددًا على حكومة ألفونسين واستولوا على ثكنات عسكرية في فيلا مارتيلي. ثم استسلم المتمردون في النهاية وأُلقي القبض على زين الدين.
قاد زينالدين انتفاضة ثانية فاشلة ضد حكومة الرئيس كارلوس منعم بدءًا من 3 ديسمبر 1990. وأسفرت الانتفاضة الفاشلة عن مقتل 14 شخصًا من بينهم خمسة مدنيين. وحُكم على زين الدين بالسجن مدى الحياة لدوره في تمرد عام 1990. ومع ذلك عفا عنه الرئيس إدواردو دوهالدي في عام 2003. فخلال محاكمته افترض الذنب الكامل وندد بكيفية خضوع حكومة منعم للإمبريالية الأمريكية في أمريكا اللاتينية عن طريق خصخصة الخدمات الاستراتيجية وتعليق المشاريع العلمية والعسكرية.

## وفاته
أصيب محمد علي زين الدين بنوبة قلبية وتوفي في مستشفى في بوينس آيرس في 2 سبتمبر 2009 عن عمر يناهز 75 عامًا.

## روابط خارجية
- محمد علي سينالدين، عسكري سابق (بالإسبانية)
- كورونيل سيندين لا ديفينسا ناسيونال (بالإسبانية)